# Rothenbachkopf
Le Rothenbachkopf est un sommet du massif des Vosges situé à cinq kilomètres au sud du Hohneck, et à une altitude de 1 316 m. La crête du Rothenbachkopf, située entre Wildenstein et Mittlach dans le Haut-Rhin (Grand Est), se prolonge jusqu'au Rainkopf au nord, à la limite avec le département des Vosges.

## Toponymie
Rothenbachkopf est un mot alsacien, de Rothen (« rouge »), bach (« ruisseau ») et kopf (« tête »). Le toponyme équivalent côté vosgien, en français, est donc « tête de Rouge Goutte », « goutte » signifiant ruisseau en dialecte vosgien.
Le Rothenbachkopf était parfois dénommé la « roche d'Angoisse », dérivé de « roche d'Angoy » dont l'étymologie signifiant « lieu resserré » évoque le passage étroit entre le Rainkopf et le Rothenbachkopf.

## Géographie

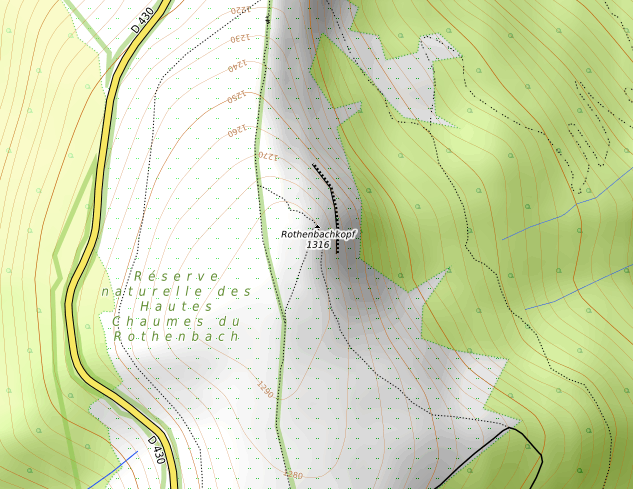
Carte topographique du Rothenbachkopf.

Cette montagne borde la route des Crêtes et se caractérise par un sommet en tête de corne, assez rare dans les Vosges où ce sont plutôt les formes arrondies qui dominent. La vue est certainement l'une des plus intéressantes des Vosges sur le plan géologique. En effet, le sommet se situe presque exactement au point où la chaîne se scinde en deux.

## Randonnée

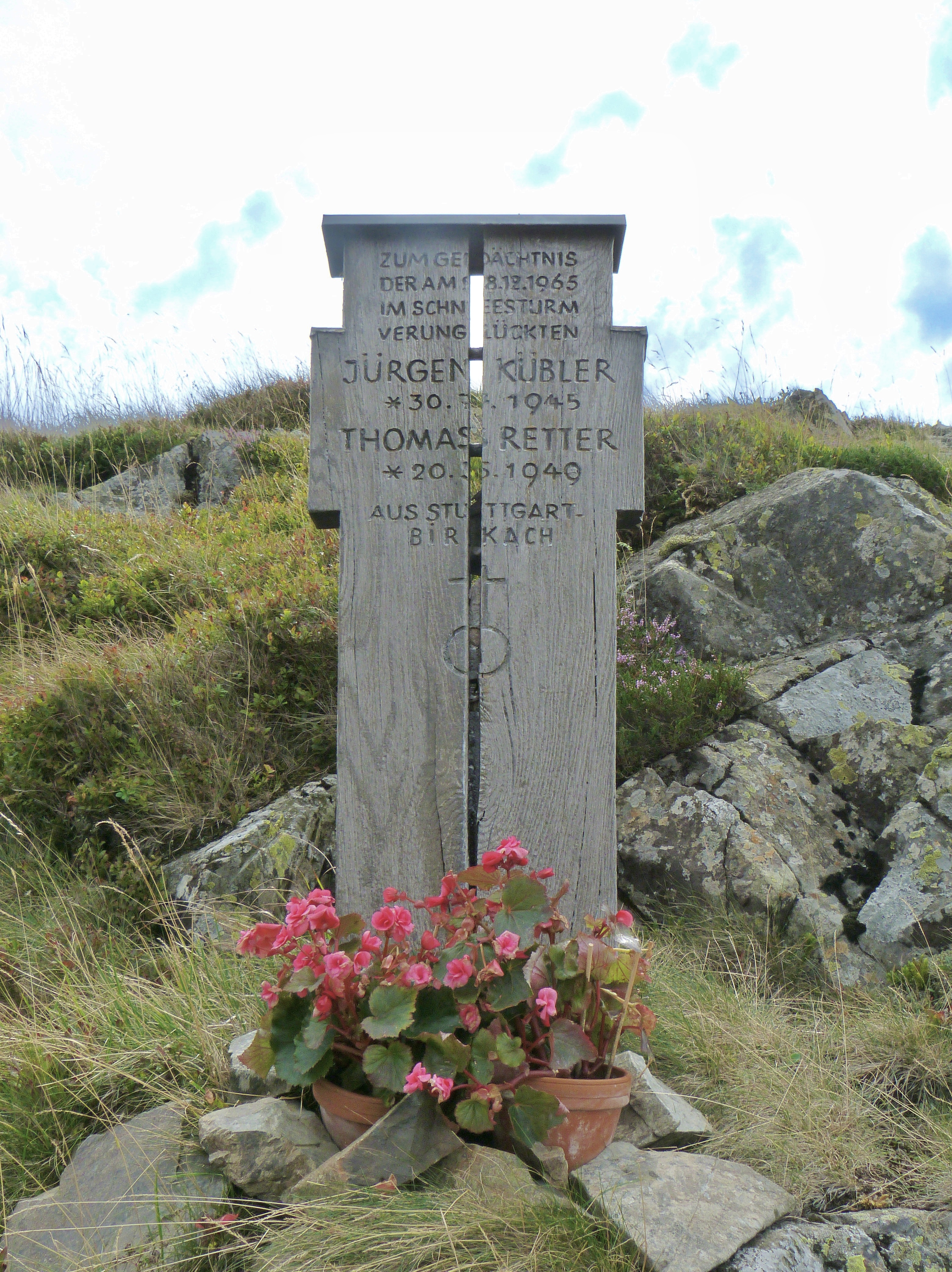
Monument à proximité du sommet en mémoire de Jürgen Kübler et Thomas Retter, victimes du mauvais temps le 28 décembre 1965.

De nombreux sentiers de randonnée jalonnent les versants de la montagne, dont le sentier de grande randonnée GR5 Hollande-Méditerranée passant par les Vosges, le Jura et les Alpes.
Le randonneur peut ainsi contempler les deux lignes de crêtes avec, en son milieu, le profond sillon de la vallée de la Thur. À l'ouest, au-delà du Grand Ventron, la vue porte sur le versant lorrain, en pente douce. À l'est, la pente raide mène à la vallée de Munster.
La croupe sommitale sert de parcours de ski de fond pour la traversée des Vosges. La plus grande prudence est recommandée en hiver en raison des corniches de neige, du brouillard possible et du vent violent et glacial qui peut y régner : le 28 décembre 1965, deux jeunes randonneurs allemands inexpérimentés, perdus dans le brouillard et le froid, trouvent la mort au Rothenbachkopf.